# Bigorna
A bigorna é um utensílio feito de aço, ferro forjado, ferro fundido ou outro metal semelhante, de corpo central quadrangular e, normalmente, com extremidades com forma de cônica ou piramidal, sobre o qual são apoiados metais a serem malhados e moldados, a quente ou a frio.

## Etimologia
O termo "bigorna" é originário do latim, porém há divergência quanto a palavra que lhe deu origem. Alguns defendem sua origem na palavra Incus (que corresponderia à própria bigorna), forma derivada de Incudere, que significa "golpear, malhar, forjar". Por outro lado, há quem afirme que o termo tem origem no palavra bicornia, plural de bicornis, que significaria “com duas pontas” (resultante da conjugação de bi-, “dois”, e cornis, “chifre, ponta, extremidade aguçada”).

## História

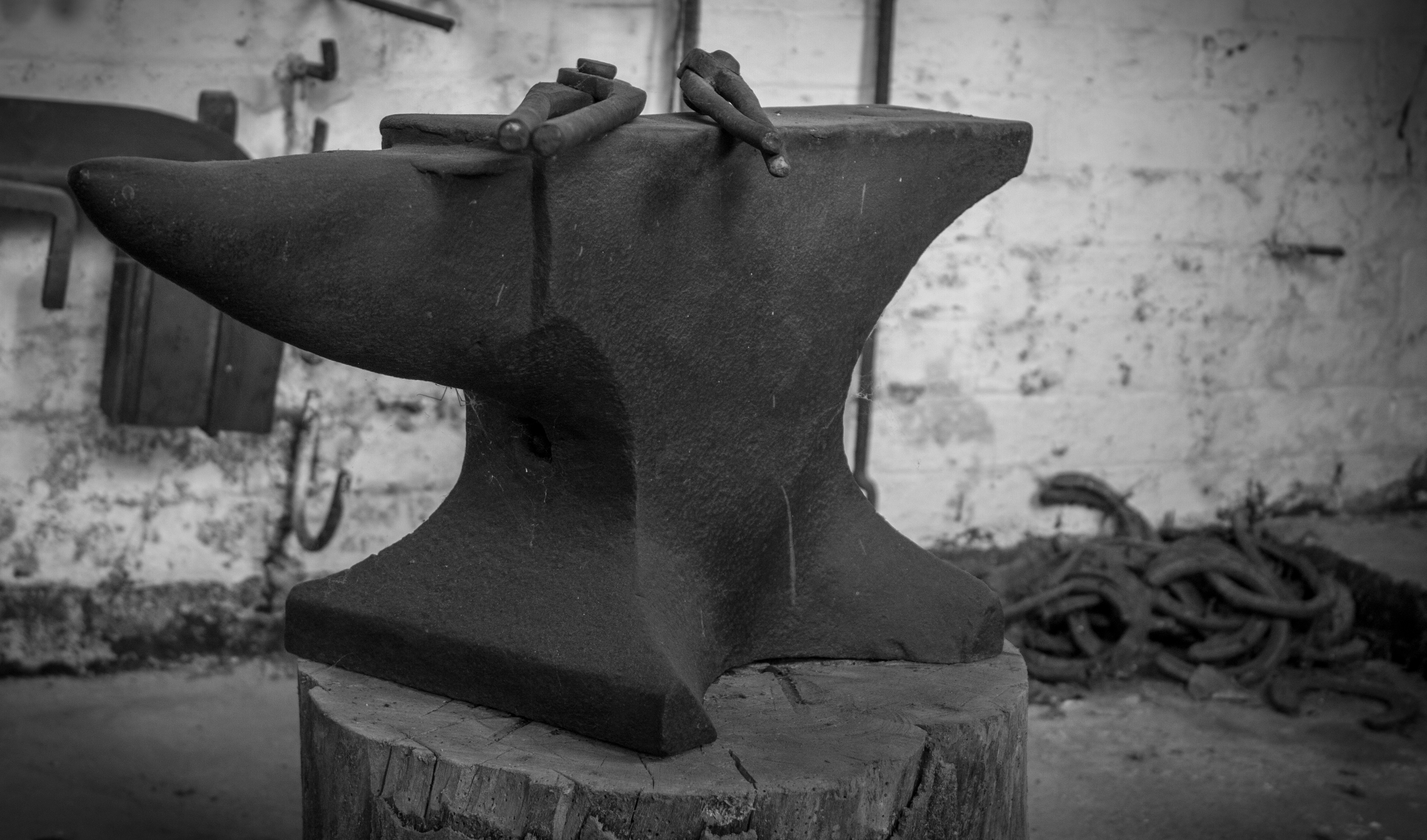
Uma bigorna de ferreiro

As primeiras bigornas datam da Pré-história e eram feitas de pedra. Contudo, há indícios de que pedaços de meteoritos (feitos de ferro, níquel e outros elementos) também teriam sido usados como bigornas no passado.
Os modelos feitos de metal surgiram no Antigo Egito. Achados arqueológicos sugerem que, enquanto que bigornas de bronze eram usuais entre 1.200 a.C. e 800 a.C., as bigornas de ferro só surgiriam na Roma antiga. Contudo, a despeito do desenvolvimento destes modelos, existem evidências de civilizações cronologicamente posteriores aos romanos, como os viquingues, que ainda utilizavam pedras planas como bigornas.

As bigornas viriam a ser consagradas como utensilio essencial das forjas durante a Idade Média, especialmente no que se refere à confecção de armas e armaduras. Os alemães eram conhecidos pela qualidade de seu aço e de suas armaduras, razão pela qual também ficaram conhecidos por fabricar bigornas de excelente qualidade.

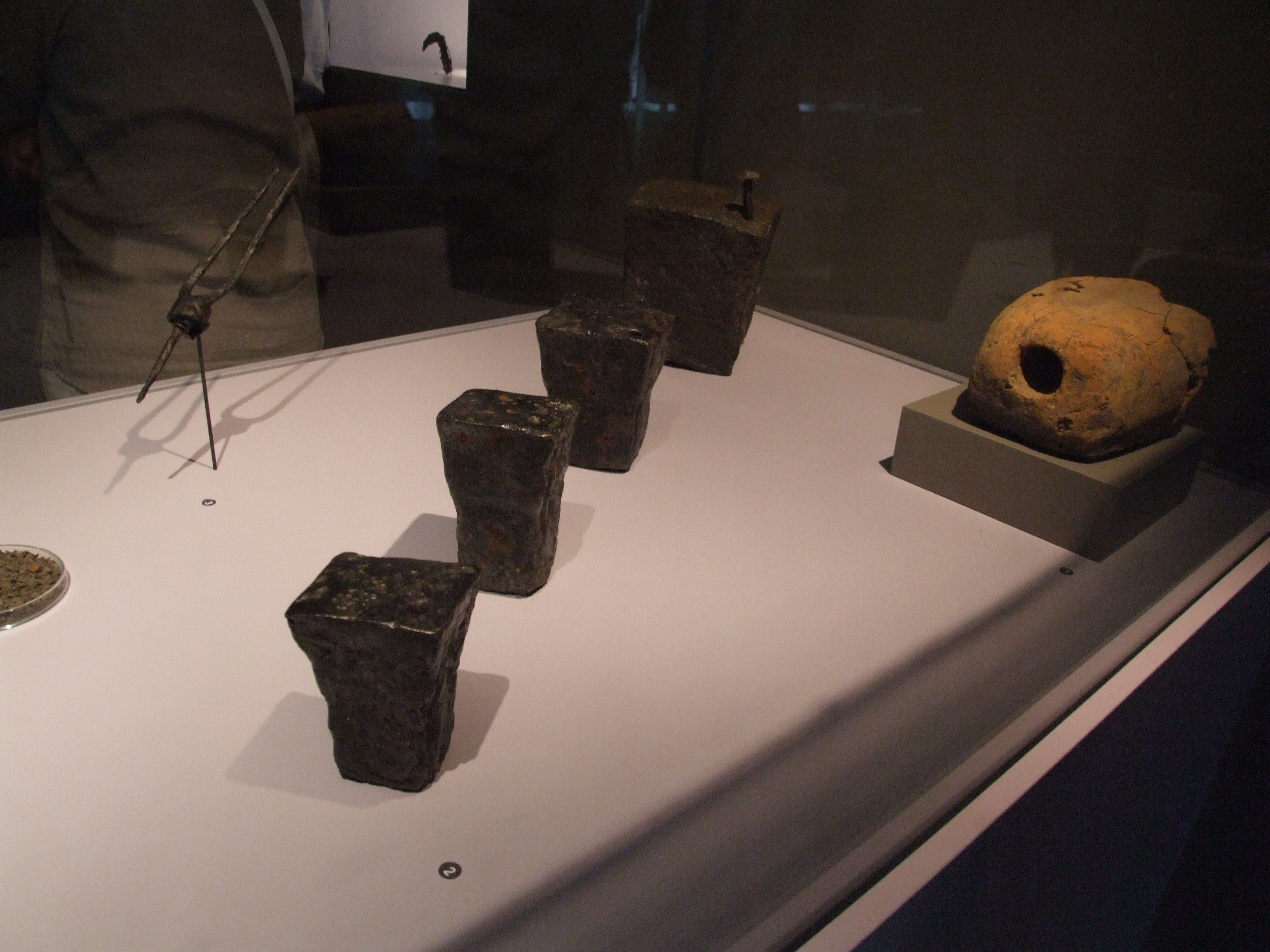
Quatro bigornas romanas, usadas para forjar pregos. (Acervo do Römermuseum Schwarzenacker)

A princípio, as bigornas de ferro eram construídas a partir de blocos de sucata de ferro soldada por forjamento, modelados em forma de bigorna por um martinete. O acabamento era foi feito à mão, usando marretas, assentadores, amoladores e outras ferramentas. Em razão de ser considerada macia, a bigorna de ferro forjado passou a ser reforçada com uma placa de aço endurecido em sua face depois de o processo de fabricação de aço ter sido descoberto. Aproximadamente sete homens eram necessários para posicionar e martelar uma única bigorna.
Por volta de 1.600 d.C., o ferro fundido tornou-se disponível e até mais barato do que o aço, razão pela qual a ser empregado na fabricação de bigornas. Entretanto, devido à fragilidade do ferro fundido, essas bigornas não podiam ser usadas em trabalhos pesados. Assim, alguns fabricantes passaram a vender bigorna de ferro fundido reforçadas com placas de aço em sua face para melhorar seu desempenho.
No final do século XIX, contudo, o uso da bigorna entrou em declínio devido ao desenvolvimento dos processos metalúrgicos industriais. Assim, o emprego da bigorna é hoje reservado a ferreiros artesanais, artistas e escultores, em trabalhos específicos.

A bigorna e suas partes (de cima, em sentido horário): furo de ponteira, face, mesa, chifre, borda arredondada e furo quadrado.

## Constituição
O formato da bigorna mudou pouco em milhares de anos, em razão de sua funcionalidade e resistência, consistindo, de forma geral, em um bloco maciço de metal (frequentemente, com dois furos na parte superior), um chifre (ou ponta) e um calcanhar.
O bloco maciço tem parte superior temperada chamada "face", extremamente dura e resistente, de modo a preservar a forma e a integridade da superfície com o uso. Esta parte é geralmente plana, mas existem bigornas com topo curvo utilizadas em aplicações específicas.
A parte não endurecida, chamada "mesa", é utilizada para trabalhos com o cinzel.
A maioria das bigornas possui dois furos: um quadrado, para o encaixe de instrumentos de corte e moldagem; outro redondo, chamado "furo de ponteira", utilizado para se fazer furos no metal.

## Modelos

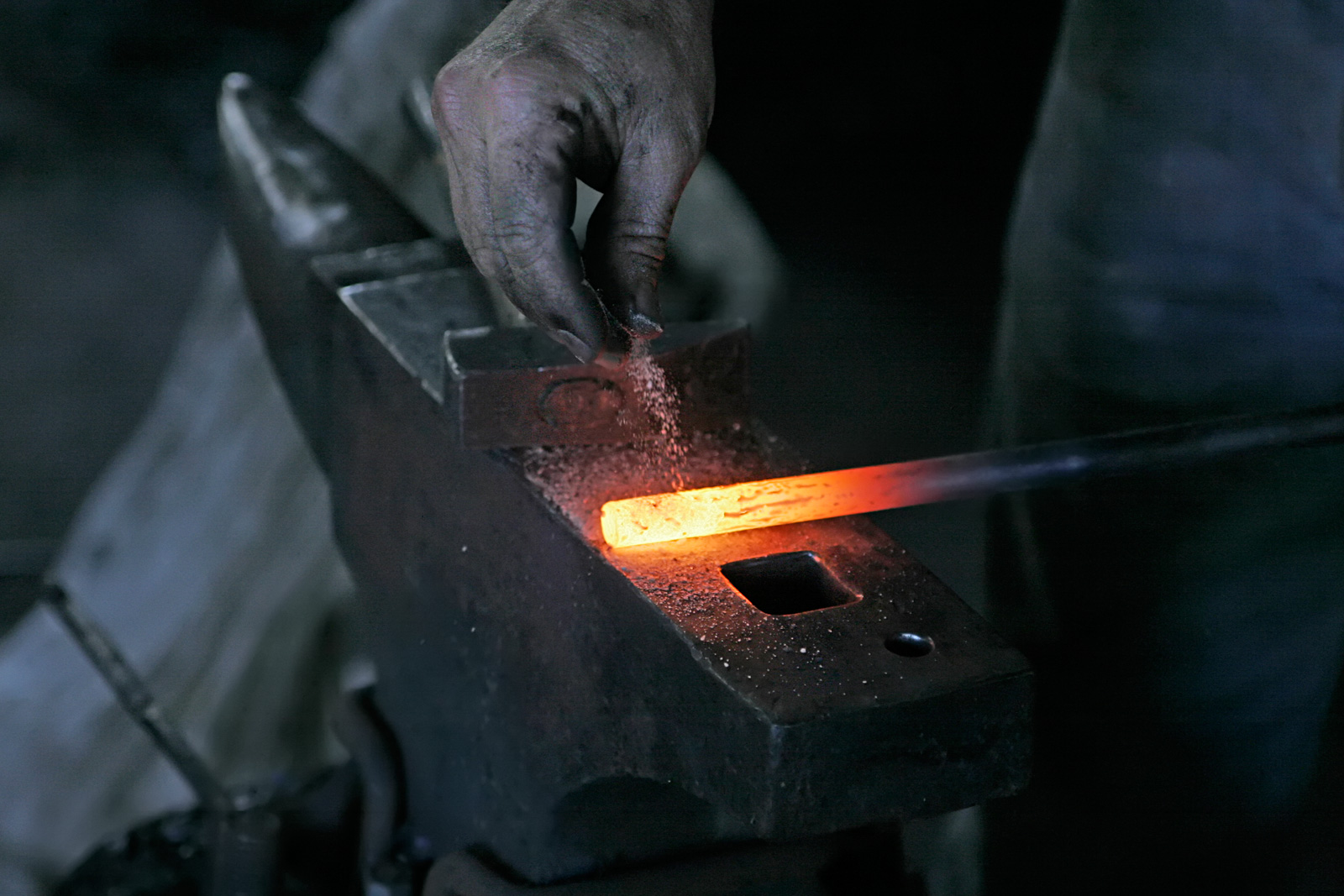
Bigorna tradicional americana, vendo-se a remoção de ferrugem pelo uso de areia

O modelo londrino/americano possui apenas um chifre arredondado e ligeiramente curvo para cima, tendo o outro lado reto.[carece de fontes?]
O modelo europeu não possui mesa e tem dois chifres, um arredondado (cônico) e outro plano (piramidal). O tronco normalmente é alto[carece de fontes?], com uma base que se alarga (geralmente em quatro extremidades[carece de fontes?]) para dar estabilidade e facilitar a fixação, frequentemente um grande bloco ou tronco de madeira maciça.
Bigornas primitivas (medievais) e japonesas, por outro lado, possuem bem menos detalhes, assemelhando-se a grandes blocos de ferro com algumas superfícies curvas.[carece de fontes?]
Em tempos recentes, em que os trabalhos em bigorna são mais leves, a maioria delas vem sendo fabricada em ferro fundido nodular, muito mais flexível e elástico que o ferro fundido comum (que não serve para a fabricação de bigornas).

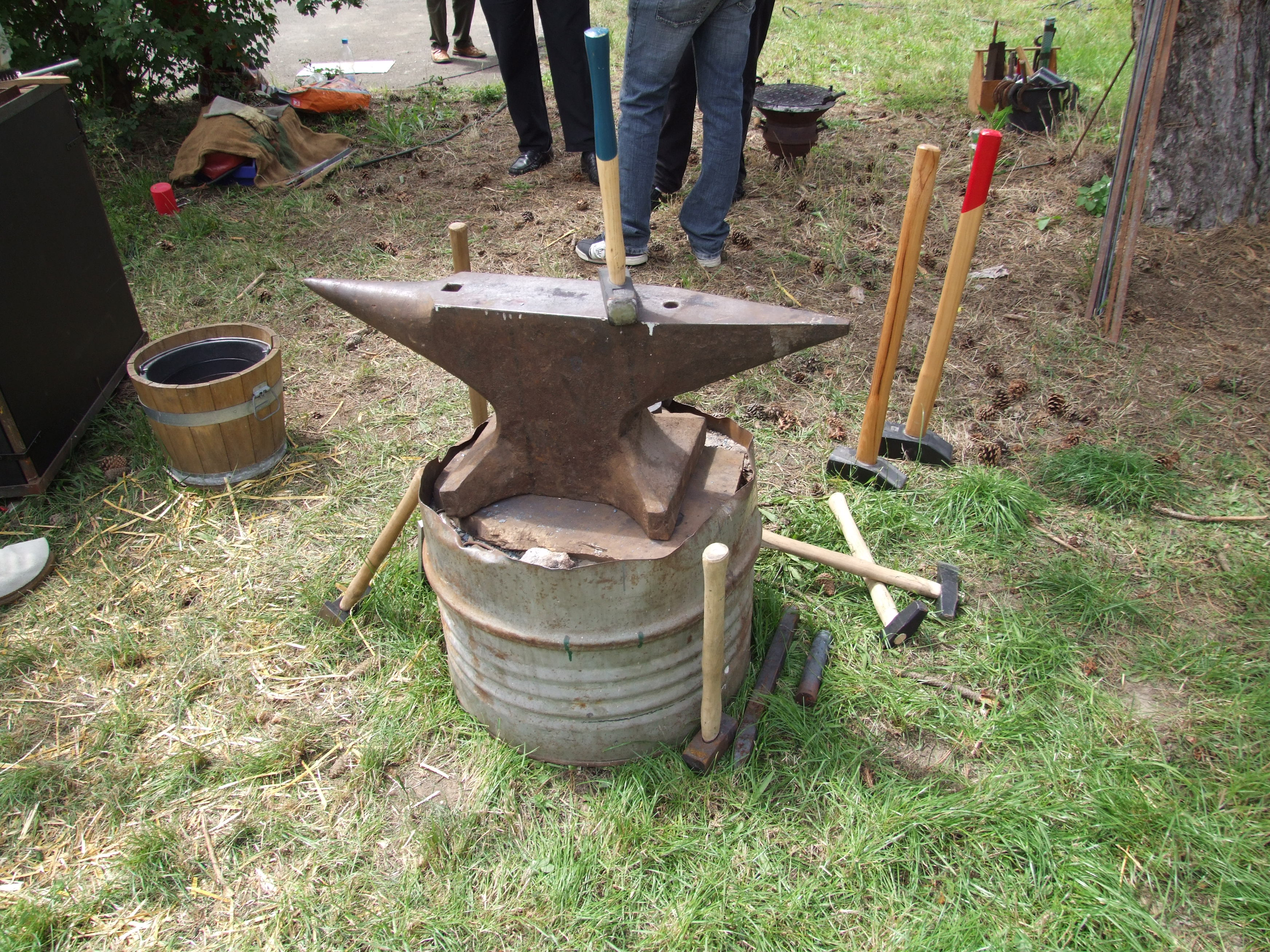
Bigorna tradicional européia

Esses modelos também são mais baixos e possuem a base menos larga – em geral têm apenas quatro pés formando arcos, ou seja, com certo espaço vazio na parte inferior. Não são adequados, portanto, a trabalhos tradicionais ou pesados.[carece de fontes?]
Existem modelos de bigornas que são empregados especificamente na produção de jóias, bem menores que aquelas utilizadas na siderurgia e em diversos tipos de acabamento. Esta variedade é justificada pelos cuidados especiais exigidos na modelagem de metais macios, facilmente danificados durante o processo de usinagem.
As bigornas de ferradores são pequenas e portáteis, e se diferenciam por terem um chifre mais largo e um segundo furo de ponteira, bem como pela existência de uma pequena protusão achatada ou cônica, utilizada para formar o guarda-casco da ferradura.
Não havendo possibilidade de aquisição comercial de uma bigorna, um substituto viável seria um trilho ferroviário de aproximadamente quarenta centímetros de comprimento, firmemente afixado em um robusto bloco de madeira.

## Princípio de utilização
A bigorna é desenhada para suportar pancadas fortes e constantes de vários tipo de martelos a fim de moldar o ferro forjado previamente aquecido até atingir o nível de calor denominado rubro, no qual o metal fica bastante elástico.
A bigorna serve para diminuir o esforço feito pelo ferreiro no forjamento do produto metálico, pois ela devolve parte da energia da martelada por ser mais resistente que o material a ser trabalhado.

## Na cultura

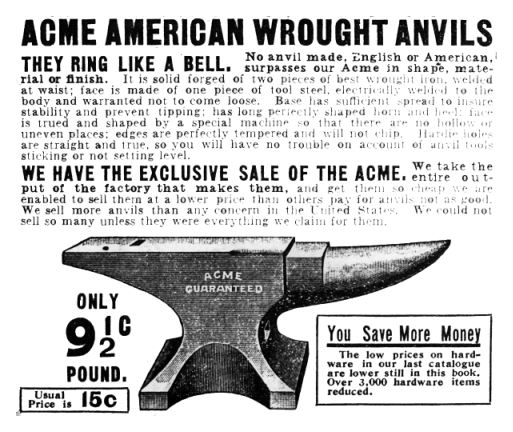
Publicidade de bigorna ACME

### Cinema e Televisão
Uma bigorna aparece em Blacksmith scene, um curta-metragem de William Kennedy-Laurie Dickson, realizado em 1893, o primeiro filme que a empresa de Thomas Edison distribuiu comercialmente.
O surgimento do passatempo do disparo de bigornas resultou na sua absorvição cultural pelos desenhos animados, notadamente pela bigorna produzida pela empresa fictícia ACME, dos desenhos animados da produtora estadunidense Warner Bros.
Durante o 15º episódio da 8ª temporada da série de TV estadunidense The Simpsons, uma antiga usina siderúrgica é transformada em uma boate gay chamada "A Bigorna".

### Cultura popular
O abandono de bigornas nos Estados Unidos fez surgir o inusitado passatempo de disparo de bigorna, que consiste em lançar bigornas no ar com a ajuda de explosivos.
Em New Westminster, no Canadá, no dia 28 de maio, desde de 1859, comemora-se o Victoria Day, em homenagem à Rainha Vitória do Reino Unido, cuja cerimônia conta com "21 tiros" de saudação à Rainha, que consistem em 21 disparos de bigornas.
Annie Edson Taylor, a "Heroína das Cataratas do Niágara", usou uma bigorna para equilibrar o barril de salmora que projetou e utilizou para descer as Cataratas do Niágara.

### Literatura
Uma anedota creditada ora a Jâmblico, ora a Boécio, sugere que Pitágoras teria descoberto os intervalos musicais ao ouvir os sons distintos provocados por ferreiros trabalhando em suas bigornas com diferentes tipos de martelo, e assim também teria se antecipado na descoberta das leis que regem as vibrações dos sinos formulada por Galileu Galilei.
Em algumas versões das histórias do Ciclo Arturiano, a espada Excalibur estaria cravada em uma bigorna antes de que o Rei Arthur a retirasse de lá como prova miraculosa de seu direito ao trono.
No universo ficcional da Terra Média dos livro de J. R. R. Tolkien, o emblema do anão Durín, nas Portas de Durín, apresentam um martelo e uma bigorna.[carece de fontes?]

### Heráldica
No Brasil, bigornas são representadas no brasão de armas do Estado da Bahia (à esquerda, por trás de um homem semi-nu com uma marreta e uma roda dentada), no brasão de armas de Volta Redonda (sobre a qual encontram-se dois ciclopes carregando malhos), no brasão de Estrela (na parte direita, ao fundo, junto a um malho e uma roda dentada), no Brasão de Timóteo (no centro, abaixo da pira olímpica e em frente à roda dentada) e o brasão de Orlândia (no campo de baixo, com uma pira sobre si).
Nos Estados Unidos, uma bigorna é representada no brasão de armas pessoal do ex-Presidente Dwight David Eisenhower, em alusão à origem germânica de seu sobrenome, que corresponde à pronúncia inglesa do alemão Eisenhauer, designação do operário que trabalha com ferro, que significa literalmente "cortador de ferro".

### Música
Em apresentações musicais, as bigornas são tocadas com baquetas pesadas ou mesmo com martelos. Contudo, diante da falta de praticidade decorrente de seu peso, as bigornas podem ser substituídas por seções de trilhos ferroviários ou "postes de andaime", que fornecem o mesmo clangor.
Um exemplo desse uso de bigornas pode ser observado na música flamenca, há um tipo de cante chamado Martinete, um tipo de Tonás (cante sem acompanhamento de guitarra), que pode levar o acompanhamento por bigorna e martelo. A bigorna também serve como efeito sonoro em composições clássicas, tais como "O ouro do Reno" (1876), de Richard Wagner, "O coro das bigornas" em "Il trovatore" (1853), de Giuseppe Verdi, "Preise Ye the god of iron" em "Belshazzar's Feast" (1930), de William Walton, "Hyperprysm" (1923) e "Ionisation" (1932), de Edgar Varèse. Por outro lado, na canção "Maxwell's Silver Hammer" da banda inglesa The Beatles, o baterista Ringo Starr toca uma bigorna para simular o som do martelo de prata referido no título da canção.
As bigornas também servem de inspiração para composições musicais. Na cena III do ato I da ópera "Siegfried", de Richard Wagner, a personagem Siegfried reforja a espada Notung e demonstra o poder de sua lâmina ao partir uma bigorna ao meio. Uma das versões da letra do hino nacional da Espanha, "Marcha Real", cita bigornas (em espanhol, yunques) em seu 10º verso. O cantor brasileiro Lenine ganhou o prêmio Grammy Latino na categoria melhor canção brasileira com a música "Martelo Bigorna".

### Religião
Diversas religiões contam com deuses ferreiros que são simbolizados pela bigorna, tais como Ogum, Hefesto e Volund.
Na obra Teogonia, Hesíodo afirma que uma bigorna de bronze teria que cair do céu durante nove dias até atingir a terra, e que teria que continuar por outros nove dias até atingir o Tártaro. Diz-se que Zeus certa vez pendurou Hera das nuvens com as mãos acorrentadas e uma bigorna presa a seus pés, como forma de punição por ela ter conspirado contra ele.
Na mitologia nórdica, a espada Gram partiu ao meio a bigorna em que foi reforjada.
A bigorna é citada no Livro de Isaías 41:7, no contexto da queda da Babilônia e libertação por Ciro II.
Santo Adriano é normalmente representado com uma bigorna em suas mãos ou nos pés, em alusão à bigorna sobre a qual seus braços e pernas foram quebrados com martelo, antes de ter sua cabeça decapitada. Por vezes, Santo Elígio também é representado com uma bigorna, sendo que na talha dourada no teto da Igreja de Santo Elígio dos Ferreiros, em Roma, observa-se uma bigorna e um martelo.